# Ljusdals BK
Ljusdals BK (LBK) är en bandyklubb i Ljusdal i Sverige. Klubben bildades den 19 januari 1943 på Ericsons konditori, och har hittills vunnit ett SM-guld för herrar, och det gjorde man säsongen 1974/1975. Representationslaget spelar i gula tröjor och gröna byxor.
Klubben tillhör det starka bandyfästet Hälsingland, och har fostrat många kända spelare genom årens lopp, bland andra Örjan Modin, Tord Amré, Torbjörn Ek, Stefan "Lillis" Jonsson och Stefan Johansson (5 mål i SM-finalen 1975). Bland mer nutida spelare med LBK-bakgrund finner vi bland annat Oscar Jonsson och Jonas Svensson. Andra kändisar som förknippas med klubben är Misja Svesjnikov och Maxim Potesjkin.
Fram till 2008 spelades World Cup alltid i Ljusdal i slutet av oktober. Ljusdals BK har ännu själva aldrig vunnit turneringen, även om man varit i final flera gånger. Idag spelas det istället en turnering vid namn ExTe-cupen med ett snarlikt upplägg som tidigare World Cup. Även denna turnering spelas i slutet på oktober med gästande lag från Sverige, Norge, Finland och Ryssland. 
Östra Gubb, 827 Lightvalley och LBK-support är de inofficiella supporterklubbarna.
Till säsongen 2016/2017 kom den förlorade sonen Michail Svesjnikov tillbaka till Ljusdals BK, och spelade i Allsvenskan Norra.

## Historia
Säsongen 1943/1944 gjorde Ljusdals BK debut i en serie med Division III-status. De mötte Bollnäs GoIF/BF, Brobergs IF och Edsbyns IF:s reservlag. Ljusdals BK spelade en match mot vardera laget och förlorade mot Edsbyns IF och spelade oavgjort mot de andra två lagen, men Ljusdals BK slutade sist i serien. Säsongen 1944/1945 spelade Ljusdals BK i dåvarande Division II och slutade sist. Säsongen 1949/1950 nådde klubben kvalet till Division I, dåvarande högsta serien, men lyckades inte kvalificera sig för spel där. Säsongen 1952/1953 kvalade Ljusdals BK återigen till Division I, men fick ge sig till Falu BS. Säsongen 1953/1954 kvalspelade klubben ännu en gång, men besegrades av Forsbacka IK som gick upp.
Säsongen 1954/1955 kvalspelade Ljusdals BK igen, och tog sig upp i Division I efter seger mot Grycksbo i kvalspelet. Säsongen 1961/1962 föll klubben ner i Division II efter att ha kommit 9:a och näst sist i Division I. Säsongen 1964/1965 tog sig Ljusdals BK upp i Division I efter segrar mot Bollnäs GoIF/BF och Karlsborg BK. Säsongen 1966/1967 föll Ljusdals BK ner i Division II, medan man säsongen 1967/1968 tog sig upp till Division I igen.
Säsongen 1969/1970 gick Ljusdals BK för första gången till SM-slutspel, där de vann mot Hälleforsnäs IF i kvartsfinalspelet och mot Bollnäs GoIF/BF i semifinalspelet. I finalmatchen förlorade Ljusdals BK med 2-6 mot Katrineholms SK. Ljusdals BK gick säsongen 1971/1972 återigen till SM-final, och förlorade mot Katrineholms SK med 0-2. Ljusdals BK vann SM-guld säsongen 1974/1975 genom att slå besegra Villa med 8-4.
Klubben missade därefter SM-slutspelet varje gång fram till säsongen 1982/1983, då man slogs ut av IF Boltic i kvartsfinalspelet. Säsongerna 1984/1985 och 1985/1986 vann Ljusdals BK norrgruppen, och gick till slutspel där man ännu en gång föll mot IF Boltic båda gångerna.
Säsongen 1988/1989 kom Ljusdals BK sist i Allsvenskan, som högsta divisionen officiellt bytt namn till, och föll ur högsta divisionen. Säsongen 1989/1990 spelade klubben i Division I, som nu blivit näst högsta divisionen, och tog sig tillbaka. Säsongen 1990/1991 spelade klubben åter i Allsvenskan, men slutade sist och åkte ner i Division I igen. Säsongen 1991/1992 spelade klubben i Division I norra, men lyckades ta sig tillbaka. Säsongen 1992/1993 var klubben tillbaka i Allsvenskan. Säsongen 1994/1995 gick Ljusdals BK till kvartsfinalspel, och slogs ut av IF Boltic. Säsongen 1995/1996 slog klubben ut Vetlanda BK i kvartsfinalspelet, men åkte ut mot Sandvikens AIK i semifinalspelet. Säsongen 1996/1997 tog sig klubben till Elitserien, och gick till kvartsfinalspel där man slogs ut av IF Boltic. Säsongen 1998/1999 nådde klubben kvartsfinalspelet, men slogs ut av Sandvikens AIK. Säsongen 2000/2001 tog sig Ljusdals BK till Elitserien, och gick till kvartsfinalspel där man blev utslagna av Sandvikens AIK. Säsongen 2003/2004 åkte Ljusdals BK ur Allsvenskan. Säsongen 2004/2005 slutade Ljusdals BK på andra plats i Playoff norra, och tog sig tillbaka till Allsvenskan efter kvalspel mot Kalix Bandy. Säsongen 2006/2007 åkte Ljusdals BK ur Allsvenskan igen. Säsongen 2011/2012 spelade sig LBK upp i Elitserien igen efter en dramatisk seriefinal mot Örebro SK. Säsongen 2023/2024 tog sig ljusdal återigen upp till Elitserien efter kvalspel med en mycket dramatisk match mot IFK Motala som slutade 6-6.